# هيكل خارجي (أحياء)

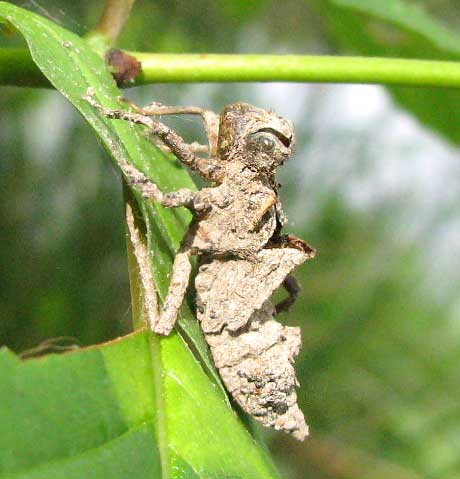
الهيكل الخارجي مهم لليعسوب

الهيكل الخارجي أو جدار الجسم الخارجي هو هيكل يوجد على السطح الخارجي للحيوان في هيئة غلاف صلب، يدعم شكل الجسم ويحمي الأعضاء الداخلية، على النقيض من الهيكل الداخلي (مثل الهيكل العظمي للإنسان) الذي يكون محاطًا بأنسجة رخوة أخرى. تعرف بعض الهياكل الخارجية الواقية الكبيرة والصلبة وغير المرنة باسم القوقعة أو الدرع.
تشمل أمثلة الهياكل الخارجية في الحيوانات الهياكل الجلدية المشتركة بين المفصليات (الحشرات، والمخلبات، والقشريات) وبطيئات الخطو، وكذلك الكؤوس الهيكلية التي تتشكل من إفرازات صلبة من المرجان الحجري، وغطاء/غلاف قنافذ البحر وقنافذ البحر، وقذيفة الرخويات البارزة المشتركة بين القواقع والمحار وأصداف الأنياب والخيتون والنوتيلوس. بعض الحيوانات الفقارية، مثل السلحفاة، لديها هيكل داخلي وهيكل خارجي وقائي.

## الدور
تحتوي الهياكل الخارجية على مكونات صلبة ومقاومة تؤدي مجموعة من الأدوار الوظيفية بالإضافة إلى الدعم الهيكلي في العديد من الحيوانات، بما في ذلك الحماية والتنفس والإخراج والإحساس والتغذية وإظهار المغازلة، وكحاجز تناضحي ضد الجفاف في الكائنات الأرضية. تلعب الهياكل الخارجية دورًا في الدفاع ضد الطفيليات والحيوانات المفترسة وفي توفير نقاط التعلق للعضلات.
تحتوي الهياكل الخارجية للمفصليات على الكيتين؛ وإضافة كربونات الكالسيوم تجعلها أكثر صلابة وقوة، على حساب زيادة الوزن. تعمل النتوءات الداخلية للهيكل الخارجي للمفصليات والمعروفة باسم الأوديمات كمواقع ارتباط للعضلات. تتكون هذه الهياكل من الكيتين وهي أقوى بنحو ستة أضعاف وصلابة ضعف أوتار الفقاريات. وعلى غرار الأوتار، يمكن للأوديمات أن تتمدد لتخزين الطاقة المرنة للقفز، وخاصة في الجراد. تشكل كربونات الكالسيوم أصداف الرخويات، وذراعيات الأرجل، وبعض الديدان متعددة الأشعار التي تبني الأنابيب. يشكل السيليكا الهيكل الخارجي في الدياتومات المجهرية والشعاعيات. حتى أن أحد أنواع الرخويات، وهو بطنيات القدم المتقشرة، يستخدم كبريتيدات الحديد غريجيت والبيريت.
تلتصق بعض الكائنات الحية، مثل بعض الفورامينيفيرا، بالهياكل الخارجية عن طريق التصاق حبيبات الرمل والأصداف بالجزء الخارجي منها. وعلى عكس الاعتقاد الخاطئ الشائع، لا تمتلك شوكيات الجلد هيكلًا خارجيًا ويكون قشرتها دائمًا محصورًا داخل طبقة من الأنسجة الحية.
تطورت الهياكل الخارجية بشكل مستقل عدة مرات؛ تطورت 18 سلالة من الهياكل الخارجية المتكلسة وحدها. علاوة على ذلك، أنتجت سلالات أخرى أغلفة خارجية صلبة، مثل بعض الثدييات، تشبه الهيكل الخارجي. يتكون هذا الغلاف من العظام في حيوان الأرماديلو، والشعر في حيوان البنغول. يتكون درع الزواحف مثل السلاحف والديناصورات مثل الأنكيلوصورات من العظام؛ التماسيح لها دروع عظمية وقشور قرنية.

## النمو
نظرًا لأن الهياكل الخارجية صلبة، فإنها تفرض بعض القيود على النمو. يمكن للكائنات ذات الأصداف المفتوحة أن تنمو بإضافة مادة جديدة إلى فتحة صدفتها، كما هو الحال في بطنيات القدم، والرخويات، وغيرها من الرخويات. يجب أن يتساقط الهيكل الخارجي الحقيقي، مثل الهيكل الموجود في المفصليات، عن طريق الانسلاخ عندما يبدأ الحيوان في النمو خارج حجمه. يتم إنتاج هيكل خارجي جديد أسفل الهيكل القديم، ويكون الهيكل الجديد طريًا ومرنًا قبل أن يتساقط الهيكل القديم. عادة ما يبقى الحيوان في وكر أو جحر أثناء الانسلاخ، لأنه معرض جدًا للصدمات خلال هذه الفترة. بمجرد أن يستقر جزئيًا على الأقل، سوف ينتفخ الكائن الحي لمحاولة توسيع الهيكل الخارجي. الهيكل الخارجي الجديد يبقى قادرًا على النمو إلى حد ما قبل أن يصبح صلبًا في النهاية. على النقيض من ذلك، تتخلص الزواحف التي تتساقط جلودها من الطبقة الخارجية فقط من الجلد وغالبًا ما تظهر نموًا غير محدد. تنتج هذه الحيوانات جلدًا جديدًا وأغلفة جديدة طوال حياتها، وتحل محلها وفقًا للنمو. ومع ذلك، فإن نمو المفصليات محدود بالمساحة داخل هيكلها الخارجي الحالي. يمكن أن يؤدي الفشل في التخلص من الهيكل الخارجي بمجرد تجاوزه إلى موت الحيوان أو منع الحيوانات البالغة من الوصول إلى مرحلة النضج، وبالتالي منعها من التكاثر. هذه هي الآلية وراء بعض مبيدات الحشرات، مثل أزاديراشتين.

## الأهمية الحفرية
الهياكل الخارجية، كأجزاء صلبة من الكائنات الحية، مفيدة للغاية في المساعدة في الحفاظ على الكائنات الحية، التي تتعفن أجزاؤها اللينة عادة قبل أن تتحجر. يمكن الحفاظ على الهياكل الخارجية المعدنية على شكل شظايا من الصدف. يسمح امتلاك هيكل خارجي بعدة طرق أخرى للتحجر. على سبيل المثال، يمكن للطبقة القوية مقاومة الضغط، ما يسمح بتكوين قالب للكائن الحي أسفل الهيكل العظمي، والذي قد يتحلل لاحقًا. بدلًا من ذلك، قد يؤدي الحفظ الاستثنائي إلى تمعدن الكيتين، كما هو الحال في شيل بورجيس، أو تحويله إلى الكيراتين البوليمري المقاوم، والذي يمكنه مقاومة التحلل واستعادته.
ومع ذلك، فإن اعتمادنا على الهياكل العظمية المتحجرة يحد بشكل كبير من فهمنا للتطور. عادة ما يتم الحفاظ على أجزاء الكائنات الحية التي قد تعدنت بالفعل، مثل أصداف الرخويات. ومن المفيد أن الهياكل الخارجية غالبًا ما تحتوي على ندوب عضلية، وهي علامات حيث ربطت العضلات بالهيكل الخارجي، ما قد يسمح بإعادة بناء الكثير من الأجزاء الداخلية للكائن الحي من هيكله الخارجي وحده. إن القيد الأكثر أهمية هو أنه على الرغم من وجود أكثر من 30 شعبة من الحيوانات الحية، فإن ثلثي هذه الشعب لم يعثر عليها أبدًا على شكل حفريات، لأن معظم أنواع الحيوانات ذات أجسام رخوة وتتحلل قبل أن تصبح متحجرة.
ظهرت الهياكل العظمية المتحجرة لأول مرة في السجل الأحفوري قبل فترة وجيزة من قاعدة العصر الكمبري، منذ 550 مليون سنة. يعد تطور الهيكل الخارجي المتحجر قوة دافعة محتملة للانفجار الكمبري للحياة الحيوانية، ما أدى إلى تنويع التكتيكات المفترسة والدفاعية. ومع ذلك، أنتجت بعض الكائنات الحية في العصر ما قبل الكمبري (الإدياكاري) أصدافًا خارجية صلبة بينما كان لدى كائنات أخرى، مثل كلاودينا، هيكل خارجي متكلس. حتى أن بعض أصداف كلاودينا تظهر أدلة على الافتراس، في شكل حفر.